# Acacia loretensis
Acacia loretensis es una especie de planta de la familia de las fabáceas. Es nativa de la amazonía peruana, pero se encuentra igualmente en otras partes de la amazonia occidental en general.
La primera descripción oficial fue realizada por el botánico estadounidense James Francis Macbride en 1943 durante un viaje al departamento de Loreto, al oriente de Perú.